# Hylaeus amelanocephalus
Hylaeus amelanocephalus är en biart som beskrevs av Rayment 1954. Hylaeus amelanocephalus ingår i släktet citronbin, och familjen korttungebin. Inga underarter finns listade i Catalogue of Life.